# Chelsea, Wisconsin
Chelsea là một thị trấn thuộc quận Taylor, tiểu bang Wisconsin, Hoa Kỳ. Năm 2010, dân số của thị trấn này là 795 người.